# Eusèbe Castaigne
Eusèbe Castaigne né à Bassac (Charente) le 20 juin 1804 et mort à Angoulême le 26 novembre 1866, est un historien et bibliothécaire français. Il fut l'un des plus grands érudits charentais du XIXe siècle. 

## Biographie
Bibliothécaire et archiviste de la ville d'Angoulême, il fonda en 1844 la Société archéologique et historique de la Charente, entouré par une équipe de jeunes savants tels l'abbé Jean Hippolyte Michon, précurseur de la graphologie, et Charles de Chancel. Historien, archéologue, poète, écrivain, Eusèbe Castaigne a laissé plus de 80 ouvrages et articles consacrés à l'histoire de la Charente.
Il apporta son concours au Bulletin du Bibliophile, que le libraire-éditeur Joseph Techener avait fondé avec Charles Nodier en 1834.